# Campeonato regional de fútbol de Boavista 2016-17
El campeonato regional de Boavista 2016-17 es el campeonato que se juega en la isla de Boavista. Empezó el 13 de enero de 2017. El torneo lo organiza la federación de fútbol de Boavista. El Sport Clube Sal Rei es el equipo defensor del título.

## Sistema de competición
El campeonato es disputado por ocho equipos y se juega a 14 jornadas en formato de ida y vuelta, en formato de liga. El orden de los encuentros se decide por sorteo antes de empezar la competición. La clasificación final se establece teniendo en cuenta los puntos obtenidos en cada enfrentamiento, a razón de tres por partido ganado, uno por empate y ninguno en caso de derrota.
Si al finalizar el campeonato dos equipos igualan a puntos, los mecanismos para desempatar la clasificación son los siguientes:
- El que tiene una mayor diferencia entre goles a favor y en contra en los enfrentamientos entre ambos.
- Si persiste el empate, se tiene en cuenta la diferencia de goles a favor y en contra en todos los encuentros del campeonato.

Los partidos se disputan en el Estadio Municipal Arsénio Ramos situado en Sal Rei.
El campeón gana una plaza para disputar el campeonato caboverdiano de fútbol 2017.

## Equipos participantes
- Académica Operária
- África Show
- Desportivo da Estância Baixo
- Juventude Clube do Norte
- Onze Estrelas
- Sport Clube Sal Rei
- Sanjoanense
- Sporting Clube Boavista

## Tabla de posiciones
|                                           | Equipo                       | PJ | PG | PE | PP | GF | GC | DG  | PTS |
| ----------------------------------------- | ---------------------------- | -- | -- | -- | -- | -- | -- | --- | --- |
| 1                                         | Sport Clube Sal Rei (C)      | 14 | 10 | 2  | 1  | 35 | 9  | +26 | 32  |
| 2                                         | Académica Operária           | 14 | 9  | 3  | 2  | 17 | 11 | +6  | 30  |
| 3                                         | Onze Estrelas                | 14 | 8  | 3  | 3  | 27 | 11 | +16 | 27  |
| 4                                         | Sanjoanense                  | 14 | 7  | 1  | 6  | 18 | 16 | +2  | 22  |
| 5                                         | África Show                  | 14 | 5  | 3  | 6  | 25 | 27 | -2  | 18  |
| 6                                         | Sporting Clube Boavista      | 14 | 4  | 2  | 8  | 16 | 18 | -2  | 14  |
| 7                                         | Juventude Clube do Norte     | 14 | 2  | 5  | 7  | 11 | 26 | -15 | 11  |
| 8                                         | Desportivo da Estância Baixo | 14 | 0  | 3  | 11 | 8  | 39 | -31 | 3   |
| Última actualización: 30 de abril de 2017 |                              |    |    |    |    |    |    |     |     |

|  | Clasificado para el campeonato caboverdiano de fútbol 2017. |

(C) Campeón

## Resultados
| Sal Rei            | 2 - 0 | Sanjoanense       | Arsénio Ramos | 13 de enero | 14:00 |
| Estância Baixo     | 1 - 2 | Juventude         | Arsénio Ramos | 13 de enero | 16:00 |
| Onze Estrelas      | 1 - 0 | Sporting Boavista | Arsénio Ramos | 14 de enero | 14:00 |
| Académica Operária | 2 - 1 | África Show       | Arsénio Ramos | 14 de enero | 16:00 |

| Sal Rei           | 4 - 0 | Académica Operária | Arsénio Ramos | 21 de enero | 14:00 |
| Sporting Boavista | 0 - 0 | Estância Baixo     | Arsénio Ramos | 21 de enero | 16:00 |
| África Show       | 1 - 1 | Juventude          | Arsénio Ramos | 22 de enero | 14:00 |
| Sanjoanense       | 0 - 3 | Onze Estrelas      | Arsénio Ramos | 22 de enero | 16:00 |

| Sal Rei            | 1 - 0 | Juventude      | Arsénio Ramos | 28 de enero | 14:00 |
| Onze Estrelas      | 4 - 1 | Estância Baixo | Arsénio Ramos | 28 de enero | 16:00 |
| Académica Operária | 1 - 0 | Sanjoanense    | Arsénio Ramos | 29 de enero | 14:00 |
| Sporting Boavista  | 0 - 1 | África Show    | Arsénio Ramos | 29 de enero | 16:00 |

| Académica Operária | 0 - 0 | Juventude         | Arsénio Ramos | 4 de febrero | 14:00 |
| Onze Estrelas      | 2 - 1 | África Show       | Arsénio Ramos | 4 de febrero | 16:00 |
| Sal Rei            | 0 - 1 | Sporting Boavista | Arsénio Ramos | 5 de febrero | 14:00 |
| Estância Baixo     | 0 - 1 | Sanjoanense       | Arsénio Ramos | 5 de febrero | 16:00 |

| Estância Baixo     | 2 - 4 | África Show       | Arsénio Ramos | 11 de febrero | 14:00 |
| Juventude          | 1 - 3 | Sanjoanense       | Arsénio Ramos | 11 de febrero | 16:00 |
| Académica Operária | 0 - 0 | Sporting Boavista | Arsénio Ramos | 12 de febrero | 14:00 |
| Onze Estrelas      | 1 - 1 | Sal Rei           | Arsénio Ramos | 12 de febrero | 16:00 |

| África Show        | 0 - 2 | Sanjoanense       | Arsénio Ramos | 25 de febrero | 14:00 |
| Estância Baixo     | 0 - 5 | Sal Rei           | Arsénio Ramos | 25 de febrero | 16:00 |
| Académica Operária | 0 - 1 | Onze Estrelas     | Arsénio Ramos | 26 de febrero | 14:00 |
| Juventude          | 0 - 3 | Sporting Boavista | Arsénio Ramos | 26 de febrero | 16:00 |

| África Show       | 2 - 2 | Sal Rei            | Arsénio Ramos | 4 de marzo | 14:00 |
| Sporting Boavista | 0 - 1 | Sanjoanense        | Arsénio Ramos | 4 de marzo | 16:00 |
| Juventude         | 1 - 1 | Onze Estrelas      | Arsénio Ramos | 5 de marzo | 14:00 |
| Estância Baixo    | 0 - 1 | Académica Operária | Arsénio Ramos | 5 de marzo | 16:00 |

| Sporting Boavista | 1 - 2 | Académica Operária | Arsénio Ramos | 18 de marzo | 14:00 |
| Juventude         | 2 - 4 | África Show        | Arsénio Ramos | 18 de marzo | 16:00 |
| Onze Estrelas     | 0 - 2 | Sanjoanense        | Arsénio Ramos | 19 de marzo | 14:00 |
| Sal Rei           | 4 - 0 | Estância Baixo     | Arsénio Ramos | 19 de marzo | 16:00 |

| Sal Rei        | 3 - 0 | África Show        | Arsénio Ramos | 25 de marzo | 14:00 |
| Onze Estrelas  | 0 - 0 | Académica Operária | Arsénio Ramos | 25 de marzo | 16:00 |
| Estância Baixo | 1 - 3 | Sporting Boavista  | Arsénio Ramos | 26 de marzo | 14:00 |
| Sanjoanense    | 1 - 1 | Juventude          | Arsénio Ramos | 26 de marzo | 16:00 |

| Estância Baixo    | 0 - 7 | Onze Estrelas      | Arsénio Ramos | 1 de abril | 14:00 |
| Sanjoanense       | 0 - 1 | África Show        | Arsénio Ramos | 1 de abril | 16:00 |
| Sporting Boavista | 1 - 2 | Sal Rei            | Arsénio Ramos | 2 de abril | 14:00 |
| Juventude         | 0 - 1 | Académica Operária | Arsénio Ramos | 2 de abril | 16:00 |

| África Show | 4 - 1 | Sporting Boavista  | Arsénio Ramos | 8 de abril | 14:00 |
| Juventude   | 0 - 0 | Estância Baixo     | Arsénio Ramos | 8 de abril | 16:00 |
| Sal Rei     | 3 - 1 | Onze Estrelas      | Arsénio Ramos | 9 de abril | 14:00 |
| Sanjoanense | 2 - 3 | Académica Operária | Arsénio Ramos | 9 de abril | 16:00 |

| Juventude         | 1 - 6 | Sal Rei            | Arsénio Ramos | 14 de abril | 14:00 |
| Sanjoanense       | 3 - 0 | Estância Baixo     | Arsénio Ramos | 14 de abril | 16:00 |
| África Show       | 2 - 3 | Académica Operária | Arsénio Ramos | 15 de abril | 14:00 |
| Sporting Boavista | 0 - 2 | Onze Estrelas      | Arsénio Ramos | 15 de abril | 16:00 |

| Académica Operária | 2 - 0 | Estância Baixo | Arsénio Ramos | 22 de abril | 14:00 |
| Sanjoanense        | 0 - 2 | Sal Rei        | Arsénio Ramos | 22 de abril | 16:00 |
| Sporting Boavista  | 4 - 1 | Juventude      | Arsénio Ramos | 23 de abril | 14:00 |
| África Show        | 1 - 4 | Onze Estrelas  | Arsénio Ramos | 23 de abril | 16:00 |

| Sanjoanense        | 3 - 2 | Sporting Boavista | Arsénio Ramos | 29 de abril | 14:00 |
| Académica Operária | 2 - 0 | Sal Rei           | Arsénio Ramos | 29 de abril | 16:00 |
| África Show        | 3 - 3 | Estância Baixo    | Arsénio Ramos | 30 de abril | 14:00 |
| Onze Estrelas      | 0 - 1 | Juventude         | Arsénio Ramos | 30 de abril | 16:00 |

### Evolución de las posiciones
| Equipo / Jornada         | 01 | 02 | 03 | 04 | 05 | 06 | 07 | 08 | 09 | 10 | 11 | 12 | 13 | 14 |
| ------------------------ | -- | -- | -- | -- | -- | -- | -- | -- | -- | -- | -- | -- | -- | -- |
| Académica Operária       | 3  | 4  | 3  | 3  | 3  | 5  | 4  | 4  | 4  | 3  | 3  | 3  | 3  | 2  |
| África Show              | 5  | 5  | 5  | 5  | 4  | 6  | 6  | 5  | 6  | 5  | 4  | 5  | 5  | 5  |
| Estância Baixo           | 6  | 6  | 7  | 8  | 8  | 8  | 8  | 8  | 8  | 8  | 8  | 8  | 8  | 8  |
| Juventude Clube do Norte | 2  | 3  | 4  | 4  | 7  | 7  | 7  | 7  | 7  | 7  | 7  | 7  | 7  | 7  |
| Onze Estrelas            | 4  | 2  | 1  | 1  | 1  | 1  | 1  | 2  | 2  | 2  | 2  | 2  | 2  | 3  |
| Sport Clube Sal Rei      | 1  | 1  | 2  | 2  | 2  | 2  | 2  | 1  | 1  | 1  | 1  | 1  | 1  | 1  |
| Sanjoanense              | 8  | 8  | 8  | 7  | 5  | 3  | 3  | 3  | 3  | 4  | 5  | 4  | 4  | 4  |
| Sporting Clube Boavista  | 7  | 7  | 6  | 6  | 6  | 4  | 5  | 6  | 5  | 6  | 6  | 6  | 6  | 6  |

| Campeón Sport Sal Rei Club 10.o título |

## Estadísticas
- Mayor goleada: Estância Baixo 0 - 7 Onze Estrelas (1 de abril)
- Partido con más goles:

Estância Baixo 0 - 7 Onze Estrelas (1 de abril)
Juventude 1 - 6 Sal Rei (14 de abril)
- Mejor racha ganadora:  Sal Rei; 6 jornadas (jornada 8 a 13)
- Mejor racha invicta: Sal Rei; 9 jornadas (jornada 5 a 13)
- Mejor racha marcando: Sal Rei; 9 jornadas (jornada 5 a 13)
- Mejores racha imbatida: Académica Operária, Sal Rei, Sanjoanense y Sporting Boavista; 3 jornadas